# Шибанков, Василий Иванович
Васи́лий Ива́нович Шибанко́в (1 января 1910 года — 19 февраля 1943 года) — советский офицер, полковник, участник Великой Отечественной войны, Герой Советского Союза (1943).

## Биография
Родился 1 января 1910 года в селе Беляницыно Владимирской губернии в крестьянской семье. Окончил 10 классов средней школы. Работал председателем колхоза, затем председателем сельсовета. Член ВКП(б) с 1931 года.
В РККА с 1932 года. Окончил Орловскую бронетанковую школу в 1933 году. После окончания учёбы служил на Дальнем Востоке, там был командиром танкового взвода, затем роты и танкового батальона. Участвовал в Хасанских боях в 1938 году и в Халхингольском конфликте 1939 года. В 1940 году начал учёбу в Военной академии имени М. В. Фрунзе.
В боях Великой Отечественной войны с февраля 1942 года. Воевал на Брянском, Воронежском, Юго-Западном фронтах. Был заместителем командира танковой бригады, 3 октября 1942 года назначен командиром 174-й танковой бригады (16 января 1943 года преобразована в 14-ю гвардейскую танковую бригаду).
Участвовал в нескольких боевых операциях, освобождении ряда населённых пунктов.
Особо подполковник Шибанков отличился в боях с 11 по 19 февраля 1943 года. Бригаде удалось выбить врага из деревни Гришино, ворваться в город Красноармейск Донецкой области и долгое время удерживать захваченные рубежи, отражая многочисленные контратаки противника, пытавшегося вернуть опорный пункт.
Погиб при обороне Красноармейска на командном пункте бригады в 17.30 19 (18) февраля 1943 года от взрыва снаряда вражеского танка.
Указом Президиума Верховного Совета СССР «О присвоении звания Героя Советского Союза начальствующему и рядовому составу Красной Армии» от 31 марта 1943 года за «образцовое выполнение боевых заданий командования на фронте борьбы с немецкими захватчиками и проявленные при этом отвагу и геройство» удостоен посмертно присвоено звания Героя Советского Союза.
Похоронен в братской могиле в центре города Красноармейска.

## Воинские звания
- капитан;
- майор (08.05.1942);
- подполковник (28.12.1942);
- гвардии полковник (31.03.1943)[3]

## Награды
- Герой Советского Союза (31 марта 1943, медаль «Золотая Звезда», посмертно)[4];
- орден Ленина (31 марта 1943);
- два ордена Красного Знамени (1940, 14 февраля 1943[5])

## Память
- В честь Шибанкова в Беляницыно, Юрьев-Польском и Наро-Фоминске названы улицы, в Красноармейске — площадь и улица.
- В Беляницыно именем героя названа школа, перед этой школой установлен памятник.

На братской могиле в Покровске в центре мемориала расположена доска со следующим текстом:

Вечная слава Герою Советского Союза гвардии полковнику Шибанкову Василию Ивановичу и его боевым товарищам, гвардейцам-кантемировцам, павшим в боях за освобождение г. Красноармейска в феврале 1943 года.

- Приказом Министра обороны СССР Шибанков навечно зачислен в списки одного из подразделений Кантемировской танковой дивизии.